# هايدي واتني
هايدي واتني هي مذيعة رياضية أمريكية (من مواليد 19 مايو 1981 م) تعمل كمضيفة ومراسلة ل أبل تي في +.
تخرجت هايدي من جامعة سان دييغو، وتشمل خبرتها السابقة في البث الرياضي العمل في شبكة نيو إنجلاند الرياضية في بوسطن وتايم وورنر كيبل سبورتس نت في لوس أنجلوس ومحطتين في فريسنو.

## بداية حياتها
التحقت واتني بمدرسة كلوفيس ويست الثانوية في فريسنو، حيث شاركت في سباق الحواجز والغوص والجمباز وفرق التشجيع. وذهبت إلى جامعة سان دييغو بمنحة أكاديمية استحقتها بجدارة وتخرجت بمرتبة الشرف في عام 2003. شاركت واتني في مسابقة ملكة جمال كاليفورنيا بالولايات المتحدة الأمريكية وفازت بمقعد الوصيفة الأولى في عام 2002.

## الحياة المهنية
عملت واتني ابتداءً من سبتمبر 2003  في (KMPH-TV (FOX 26 بفريسنو. بدأت عملها كمراسلة صباحية لحركة المرور قبل أن تنتقل إلى العمل كمذيعة رياضية في عطلة نهاية الأسبوع في عام 2005.
انتقلت واتني إلى ماساتشوستس في عام 2008 وبدأت العمل في شبكة نيو إنجلاند الرياضية (NESN). حيث عملت كمراسلة يومية لصحيفة بوسطن ريد سوكس. وعملت واتني ايضًا في عرض ريد سوكس النهائي وتقرير ريد سوكس.
بدأت واتني في يناير 2012 م العمل في تايم وورنر كيبل سبورتس نت كمراسل لـ إل إيه جلاكسي. ثم عملت مع MLB Network في نوفمبر 2012.

## الحياة الشخصية
واتني هي ابنة عم لاعب الجولف المحترف نيك واتني.
ظهرت واتني في الفيديو الموسيقي لأغنية (Dropkick Murphys) كما ظهرت مراسلة جانبية لألعاب الفيديو (MLB The Show 19) و(MLB The Show 20).